# Bouillie d'avoine bretonne
Pour les articles homonymes, voir Yod kerc'h (homonymie).

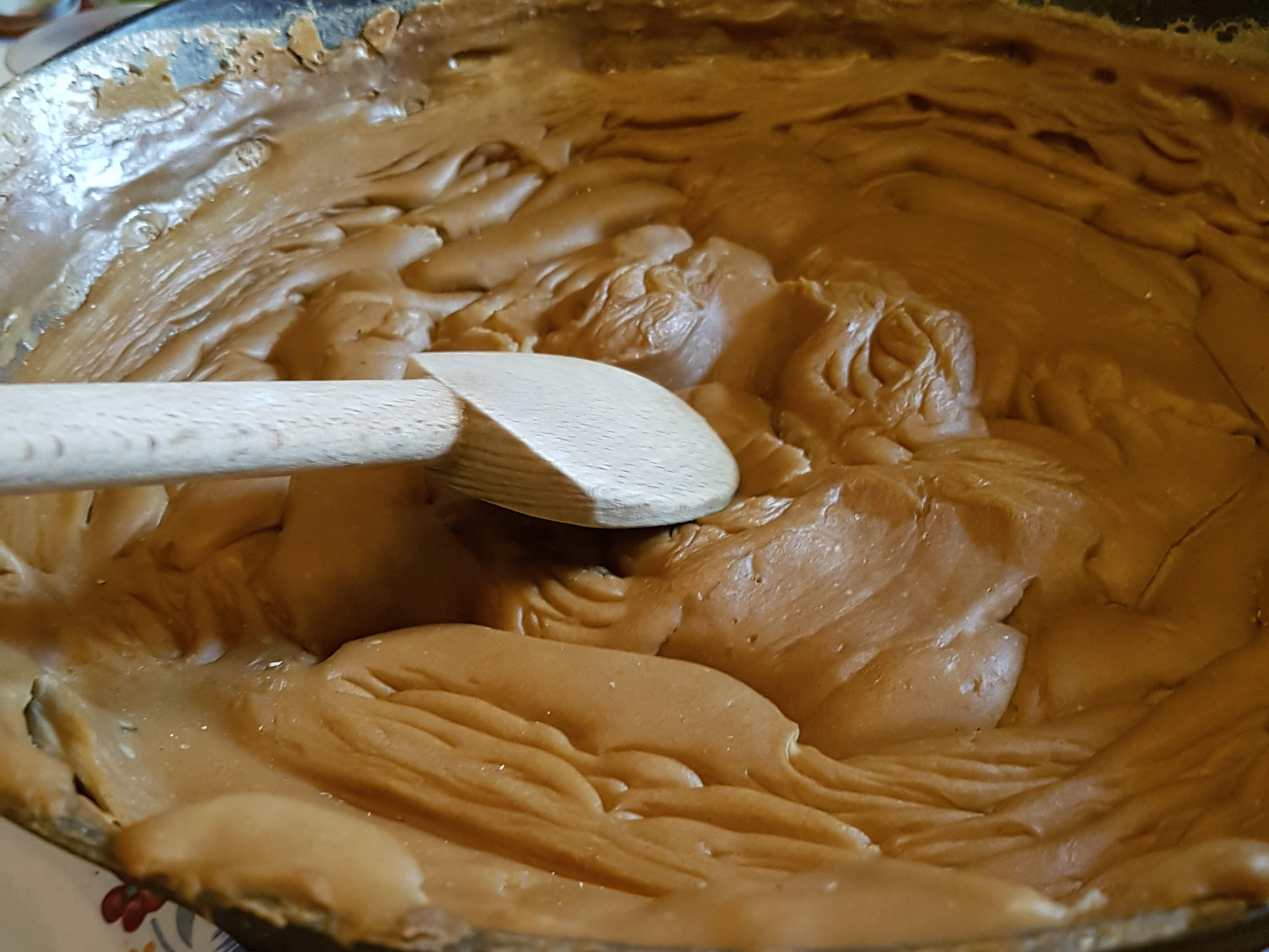
Vue rapprochée du yod kerc'h avant service.

La bouillie d'avoine bretonne ou yod kerc'h en breton (de yod = bouillie et kerc'h /kɛrx/, « avoine ») ou paeu en gallo est une bouillie principalement composée d'avoine, consommée en Basse-Bretagne autrefois par les plus pauvres. C'est une bouillie brune, normalement salée, qui se mange trempée dans du lait ribot. 
En Bretagne, au moins dans sa partie bretonnante, on en trouve dans les grandes surfaces, au rayon frais.

## Ingrédient de base traditionnel
En Bretagne, la bouillie est préparée traditionnellement avec la crème d'avoine ; une farine précuite d'avoine grillée et moulue très fine au léger goût de noisette. Pour fabriquer cette crème d'avoine, le meunier utilise l'avoine complète et la torréfie au feu de bois avec sa cosse puis la moud finement. Au XXIe siècle, quelques meuniers perpétuent ou reprennent ce savoir-faire de fabrication de cette farine,,,.

## Préparation
Historiquement, ce mélange de farine et de son est mis à tremper une nuit. Le lendemain, le gras du son flotte à la surface. Ce surplus restant après pression, nommé gwaskin en breton, est retiré et sert d'aliment aux cochons. On ôte ensuite l'eau par égouttage. Le reste de la farine est délayé avec du lait,.  Le mélange est mis à cuire dans un chaudron et, traditionnellement, touillé avec un bâton nommé bazh-yod en breton (le bâton à bouillie). Le reste de bouillie est consommé le lendemain, froid, ou réchauffé à la poêle ; cette dernière méthode de cuisson est celle pour consommer la bouillie achetée en grandes surfaces. De nos jours, on la prépare plus aisément à partir de la crème d'avoine (farine fine d'avoine grillée, moulue et tamisée).

## Réalisation

Étapes de fabrication, à la crème d'avoine
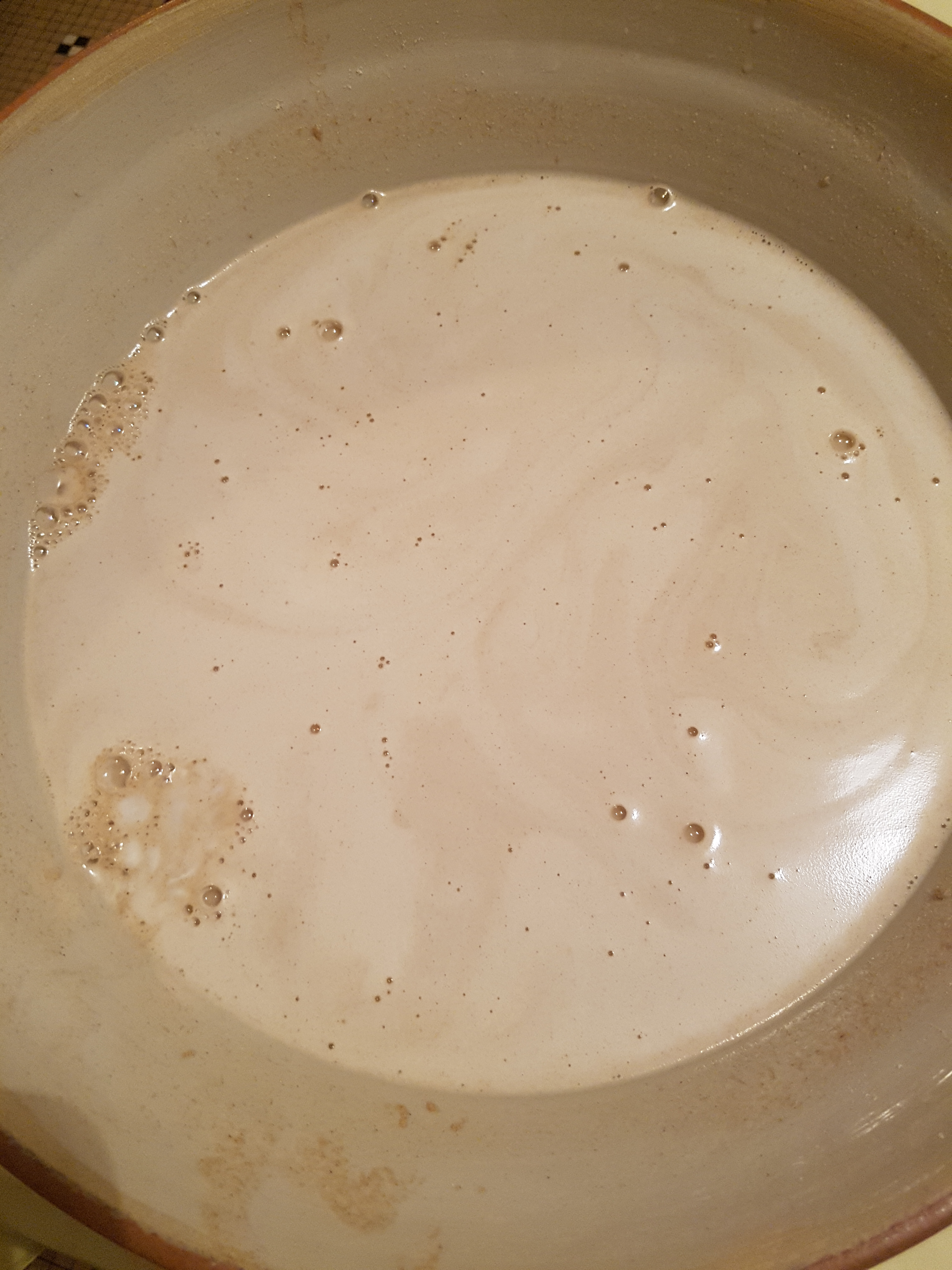
La farine d'avoine et l'eau sont mis à tremper et lever pour une nuit. De la bière a été ajoutée pour faciliter la levée.
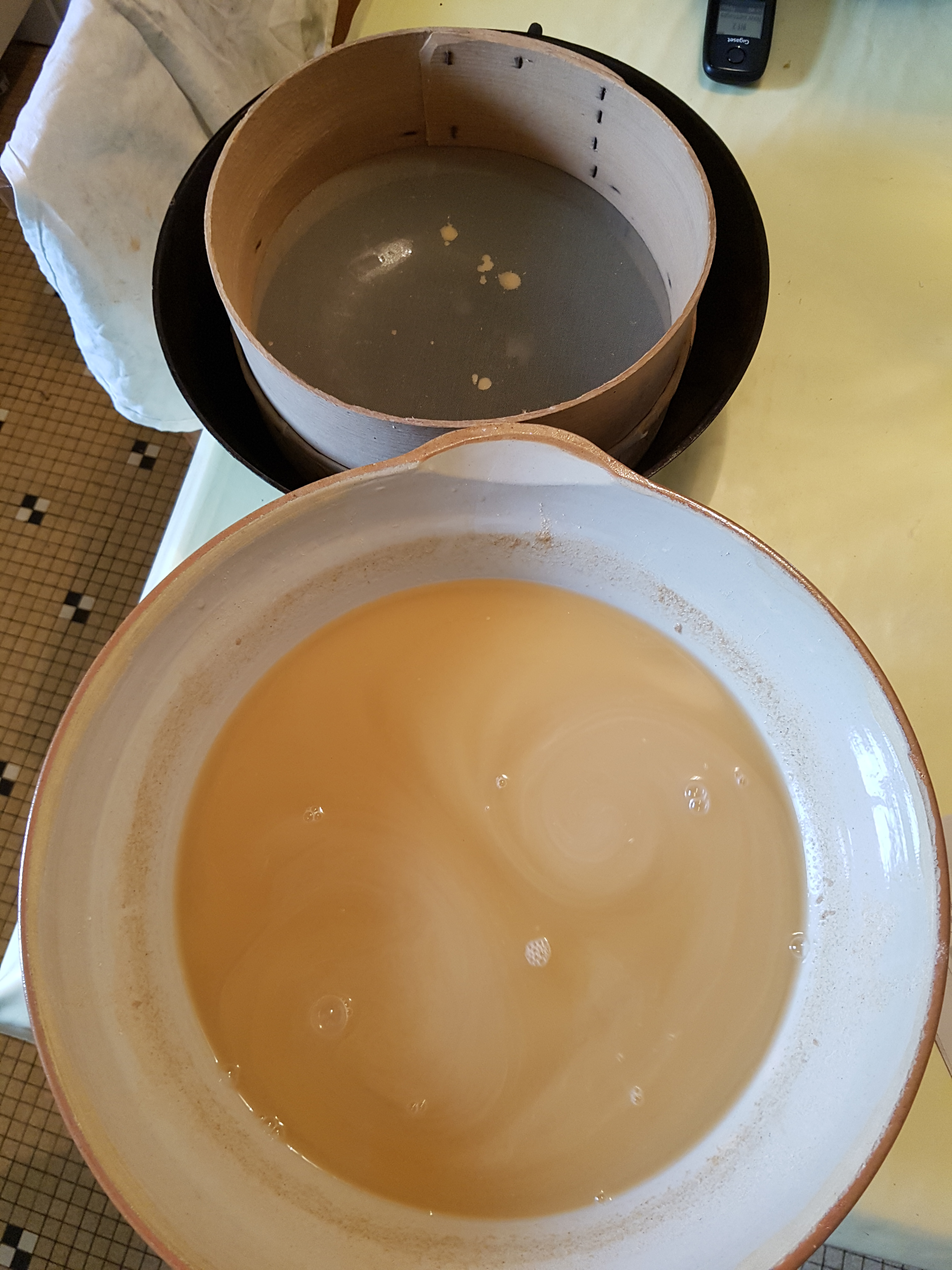
La farine et l'eau qui ont levé vont être tamisés.
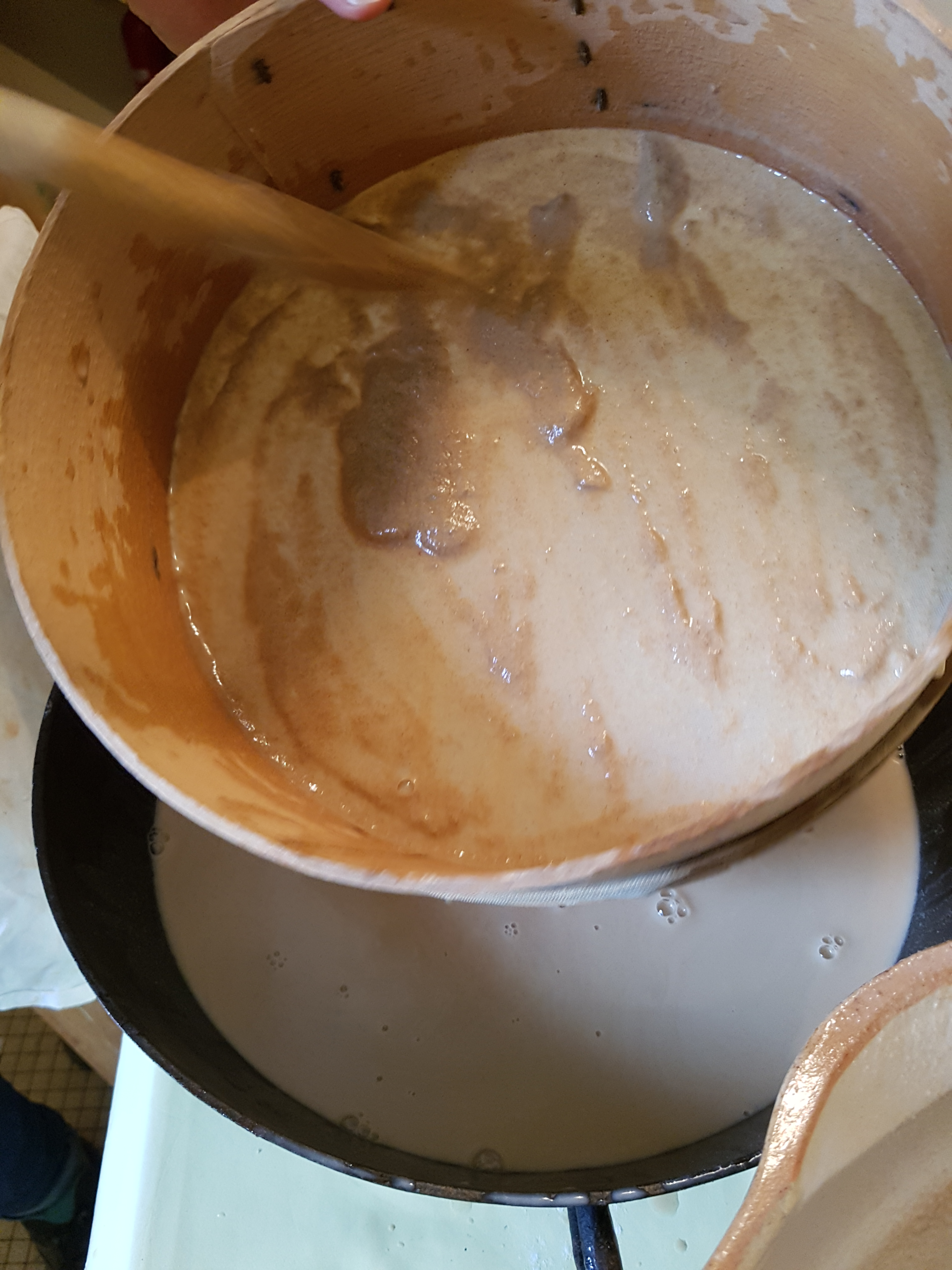
Le tamisage est effectué dans un tamis à grille très fine, réservé à cet effet.
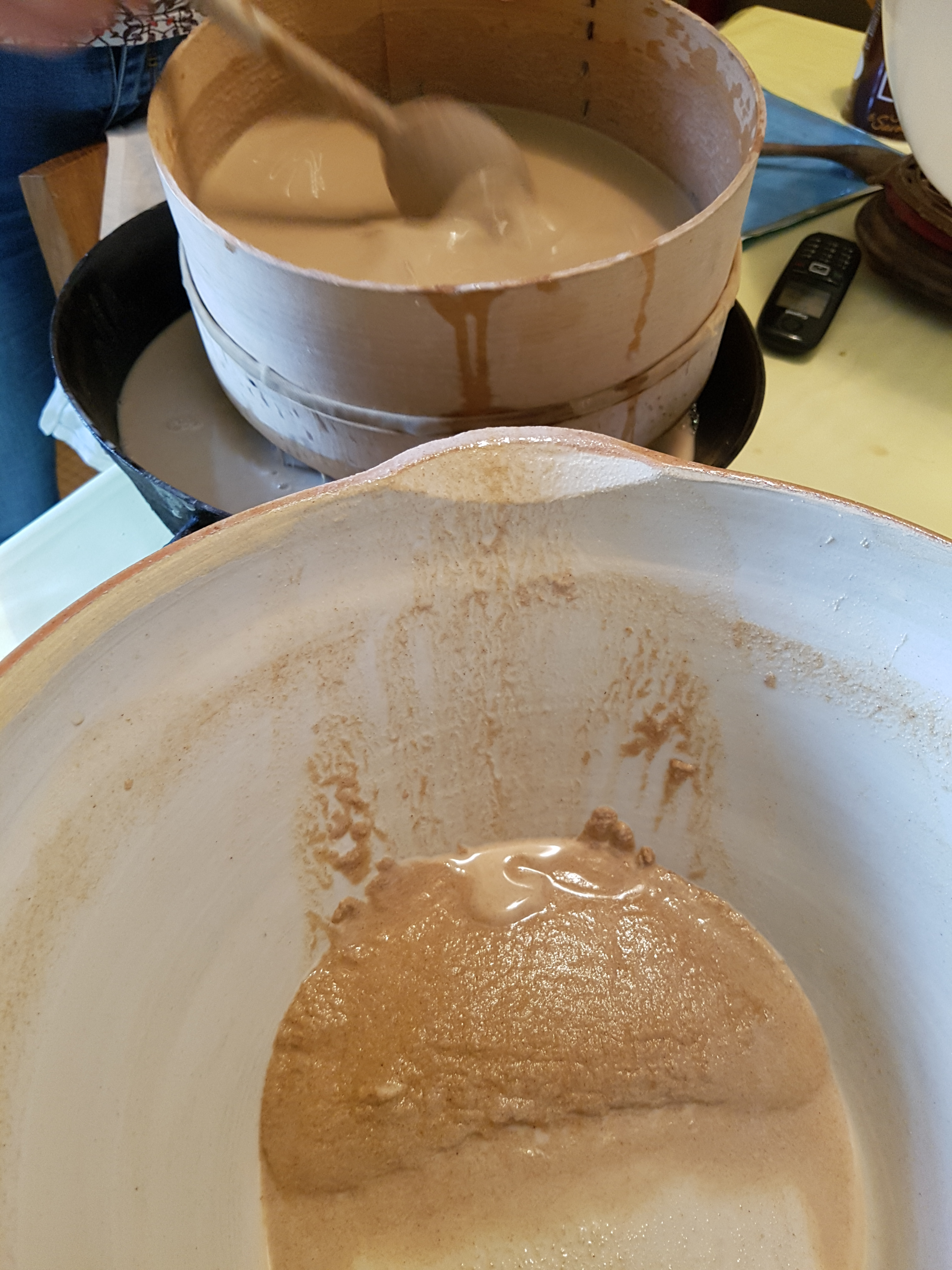
Le gwaskin (le son de l'avoine) n'est plus utilisé. Il servait autrefois à faire lever a bouillie du lendemain, ou était donné aux cochons.
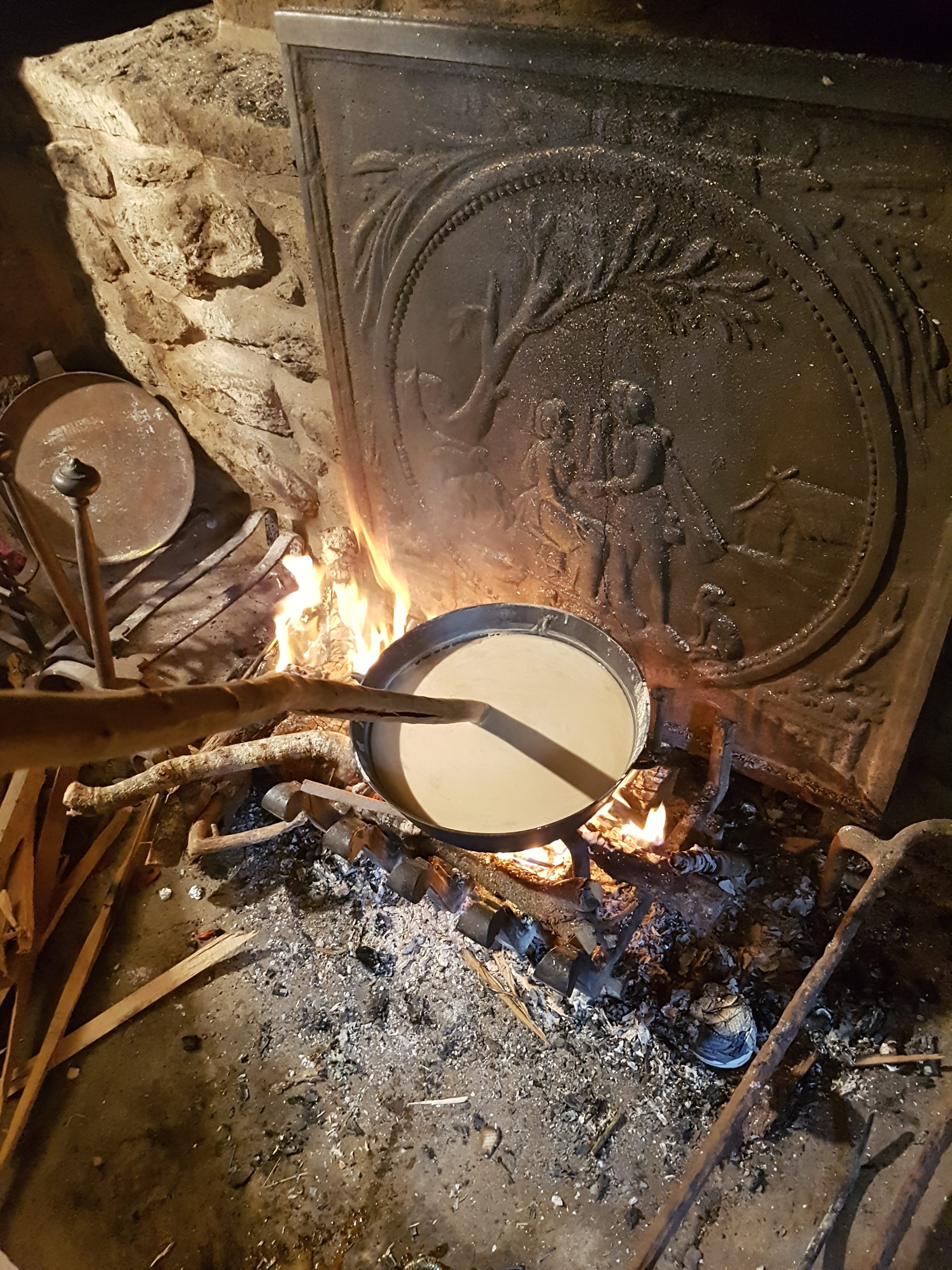
Le mélange d'eau et d'amidon d'avoine est placé sur le feu. Un baz yod (bâton à bouillie, réservé à cet effet) est utilisé pour remuer la préparation.
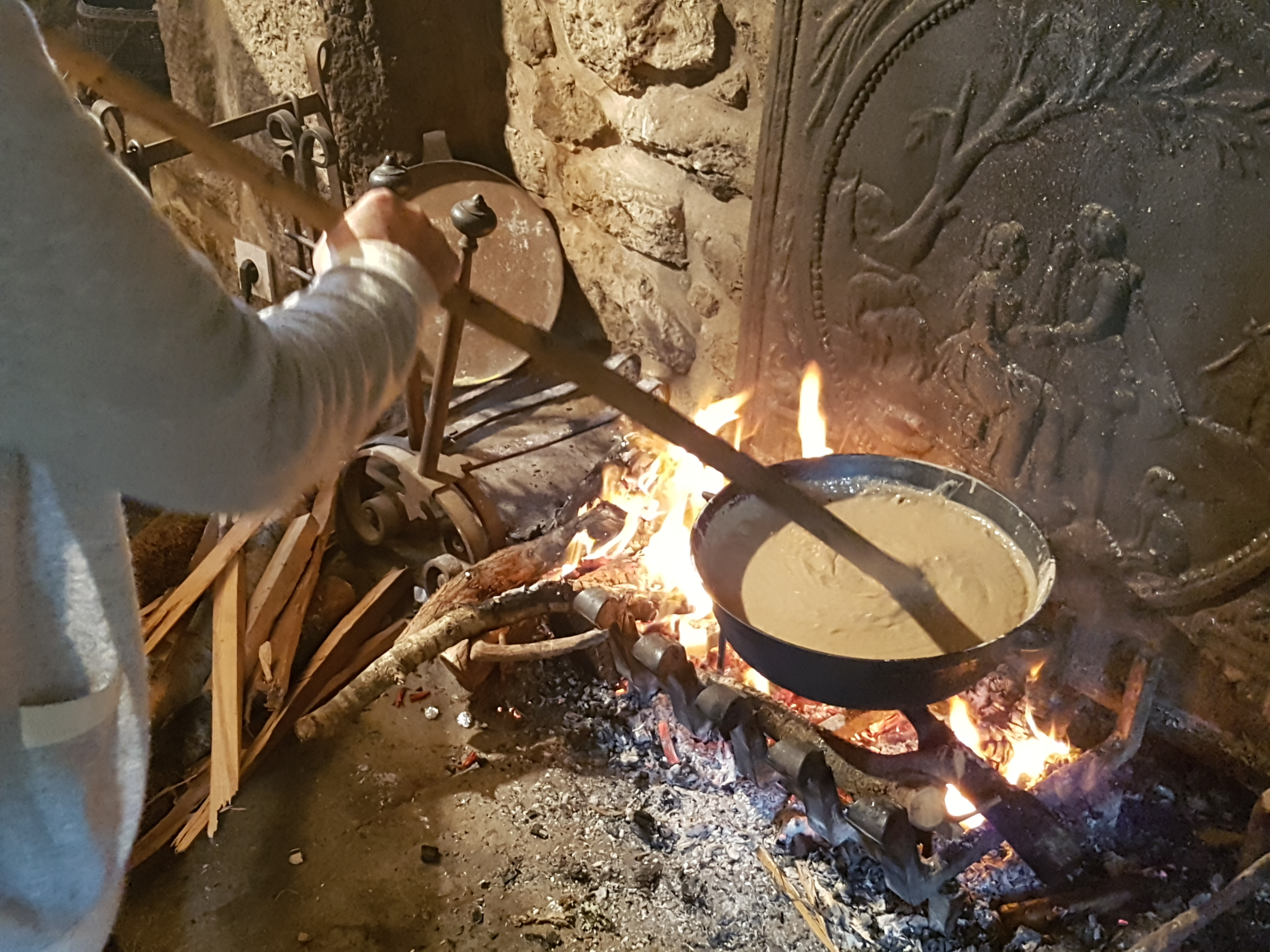
Le mélange à l'aide du baz yod (bâton à bouillie) dure environ trois-quarts d'heure.
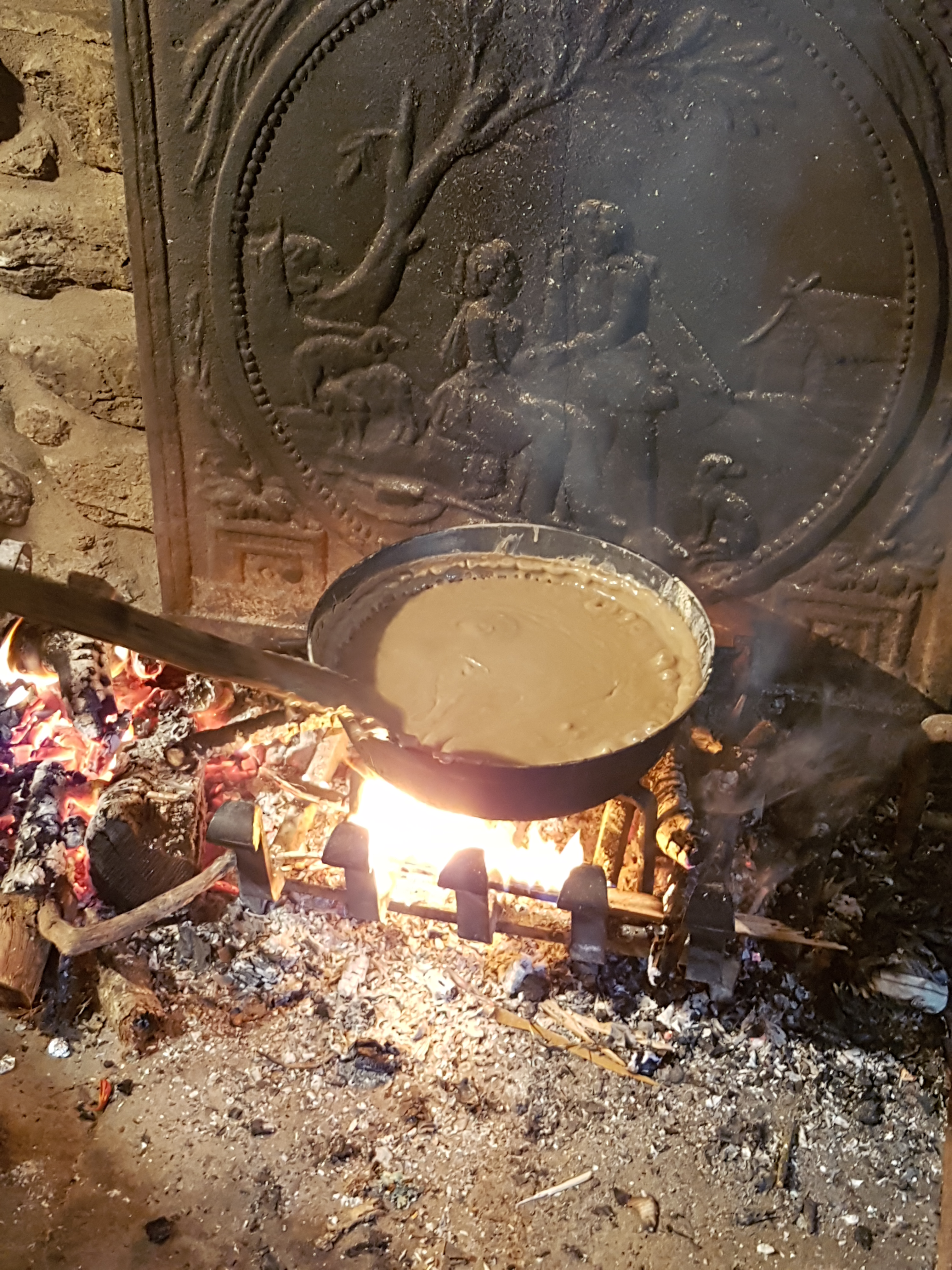
Le mélange s’épaissit au fur et à mesure.
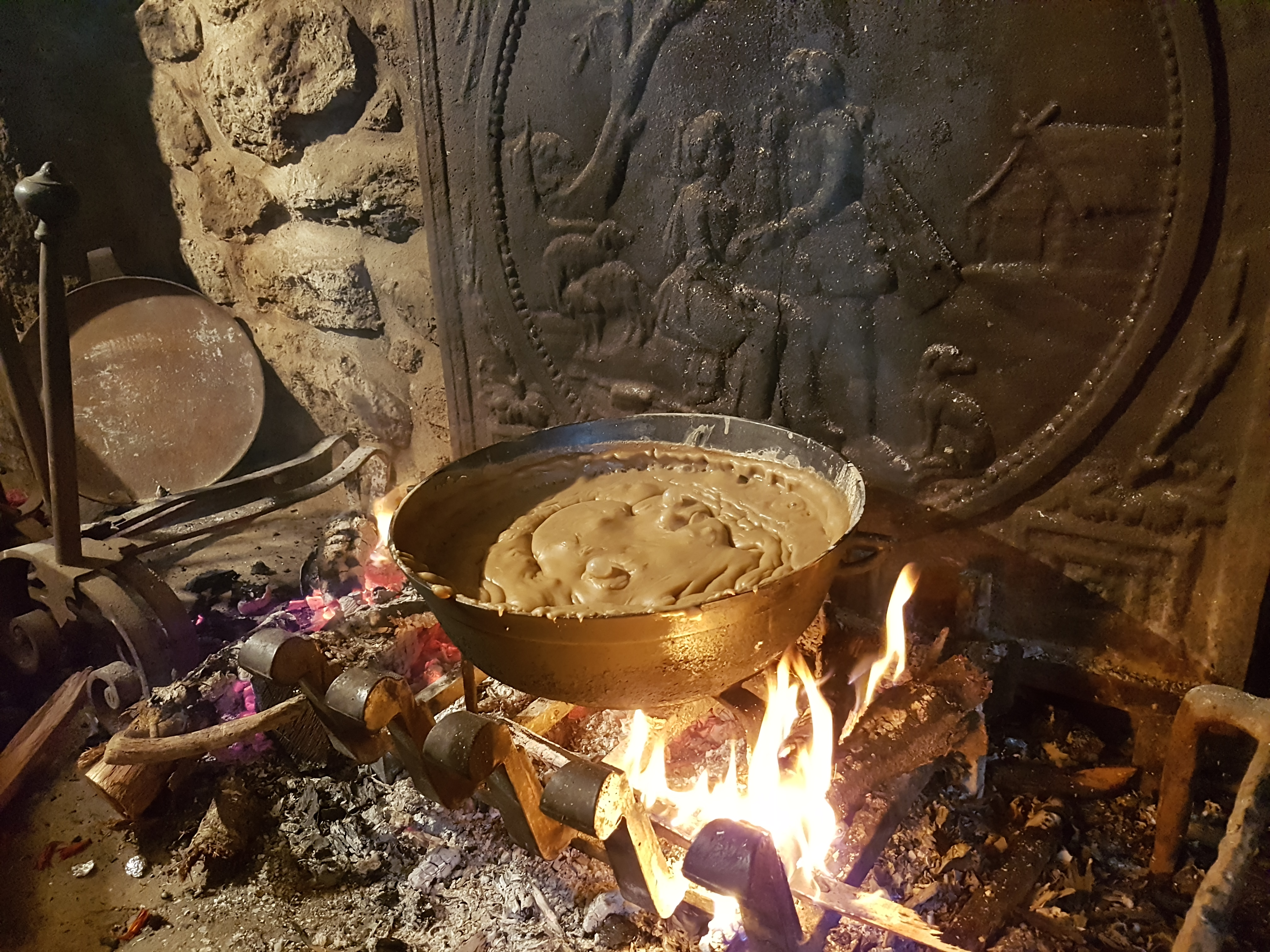
Le mélange épais, prêt à être retiré du feu.

## Culture
Le jeu du baz yod, jeu traditionnel breton de force, où deux adversaires assis face à face tentent d'arracher un bâton à l'autre.